# المتحف السويدي للتاريخ الطبيعي

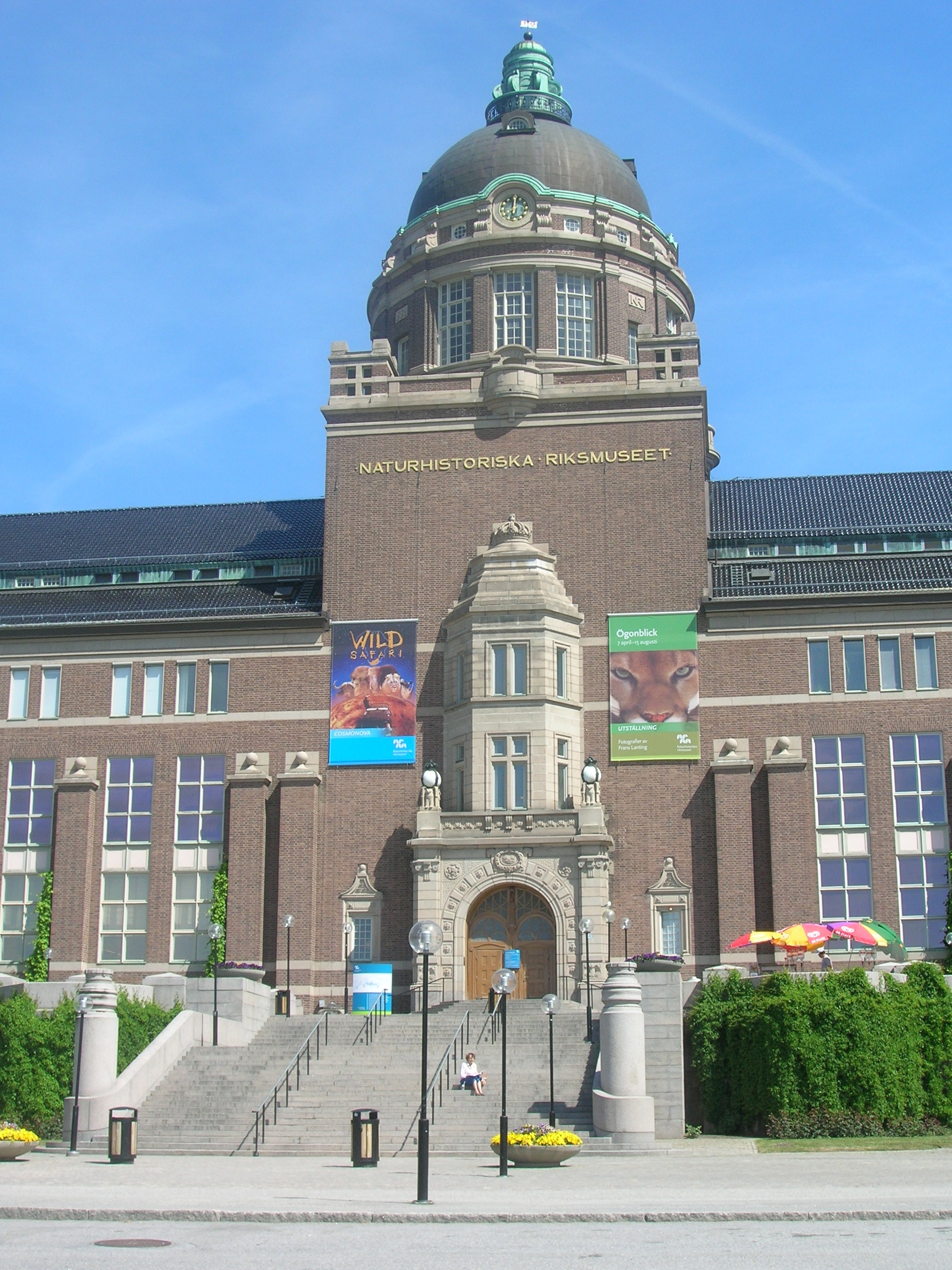
المتحف السويدي للتاريخ الطبيعي

المتحف السويدي للتاريخ الطبيعي (بالسويدية: Naturhistoriska riksmuseet, والتي تعني حرفيا: المتحف الوطني للتاريخ الطبيعي), في ستوكهولم, هو متحف واحد من أصل متحفين رئيسيين للتاريخ الطبيعي في السويد, أما الآخر فيقع في غوتنبرغ.
تأسس هذا المتحف في عام 1819 بواسطة الأكاديمية الملكية السويدية للعلوم, إلا أنها تعود أصلاً إلى المجموعات التي أُكتسبت أكثرها من خلال التبرعات التي تقدمها الأكاديمية منذ تأسيسها في عام 1739. وتُعتبر هذه المجموعات من أولى الملكيات التي أصبحت متوفرة للعامة في عام 1786. أنفصلت المتحف عن الأكاديمية في عام 1965.
أحد حراس هذه المجموعات الخاصة بالأكاديمية هو أنديرس سبارمان، وهو طالب لينيوس وأحد المشاركين في رحلة الكابتن جيمس كوك. وهناك اسم مهم آخر في تاريخ هذا المتحف وهو عالم الحيوان، وعالم الإحاثة والمؤرخ سفين نيلسون Sven Nilsson, الذي نقل مسبقاً المجموعات الخاصة بعلم الحيوان من البعثرة إلى التنظيم وذلك في خلال عهده من الحراسة (1828-1831) قبل عودته إلى جامعة لوند كبروفيسور.
تم تصميم المبنى الحديث لهذا المتحف في فريسكاتي Frescati, في ضواحي ستوكهولم، بواسطة المعماري أكسيل أنديربيرغ Axel Anderberg وانتهى منها في عام 1916, ووضع قبة في أعلاها; وتم لاحقاً بناء الحرم الجامعي لجامعة ستوكهولم بجوار المتحف.
لدى هذا المتحف سينما آيماكس يُسمى كوزمونوفا Cosmonova. ويُعتبر هذا السينما أكبر قبة سماوية في السويد.

## وصلات خارجية
- الموقع الرسمي للمتحف السويدي للتاريخ الطبيعي